# James Maddison
 Ikke at forveksle med James Madison.
James Daniel Maddison (født 23. november 1996) er en engelsk professionel fodboldspiller, som spiller for Premier League-klubben Tottenham Hotspur og Englands landshold.

## Klubkarriere

### Coventry City
Maddison begyndte sin karriere med lokalklubben Coventry City, hvor han gjorde sin førsteholdsdebut i august 2014.

### Norwich City

#### Skifte og lejeaftaler
Maddison skiftede i februar 2016 til Norwich City, og blev som del af aftalen lejet direkte tilbage til Coventry for resten af sæsonen. Han blev igen udlejet i august 2016, denne gang til skotske Aberdeen.

#### Førsteholdsgennembrud
Maddison fik sin chance på førsteholdet i 2017-18 sæsonen, og især efter Daniel Farkes ankomst som træner, fik han en central rolle for klubben. Efter sæsonen blev Maddison kåret til årets spiller i klubben.

### Leicester City
Maddison skiftede i august 2018 til Leicester City. Han blev i 2021-22 sæsonen kåret til årets spiller i klubben.

### Tottenham Hotspur
Efter Leicester led nedrykning i 2022-23 sæsonen, skiftede Maddison i juni 2023 til Tottenham Hotspur.

## Landsholdskarriere

### Ungdomslandshold
Maddison har repræsenteret England på U/21-niveau.

### Seniorlandshold
Maddison gjorde sin debut for Englands landhold den 14. november 2019.

## Titler
Leicester City
- FA Cup: 1 (2020-21)
- FA Community Shield: 1 (2021)

Individuelle
- PFA Championship Årets hold: 1 (2017-18)
- Norwich City Sæsonens spiller: 1 (2017-18)
- Leicester City Årets spiller: (2021-22)